# Хартсдейл
Хартсдейл — деревня в составе города Гринберг, округ Уэстчестер, Нью-Йорк, США. По данным переписи, на 2020 год население составляло 3377 человека. Входит в состав Нью-Йоркской агломерации.

## История города
Хартсдейл находится в Гринберге, штат Нью-Йорк, лежащем на реке Бронкс в 20 милях (32 км) к северу от Нью-Йорка. Его обслуживает Гарлемская линия сети пригородных железных дорог Metro-North. В Хартсдейле находится первое в Америке кладбище собак (открытое ветеринаром Сэмюэлем Джонсоном в 1896 году) и первый в мире магазин мороженого Carvel (1934), который был закрыт в 2008 году.

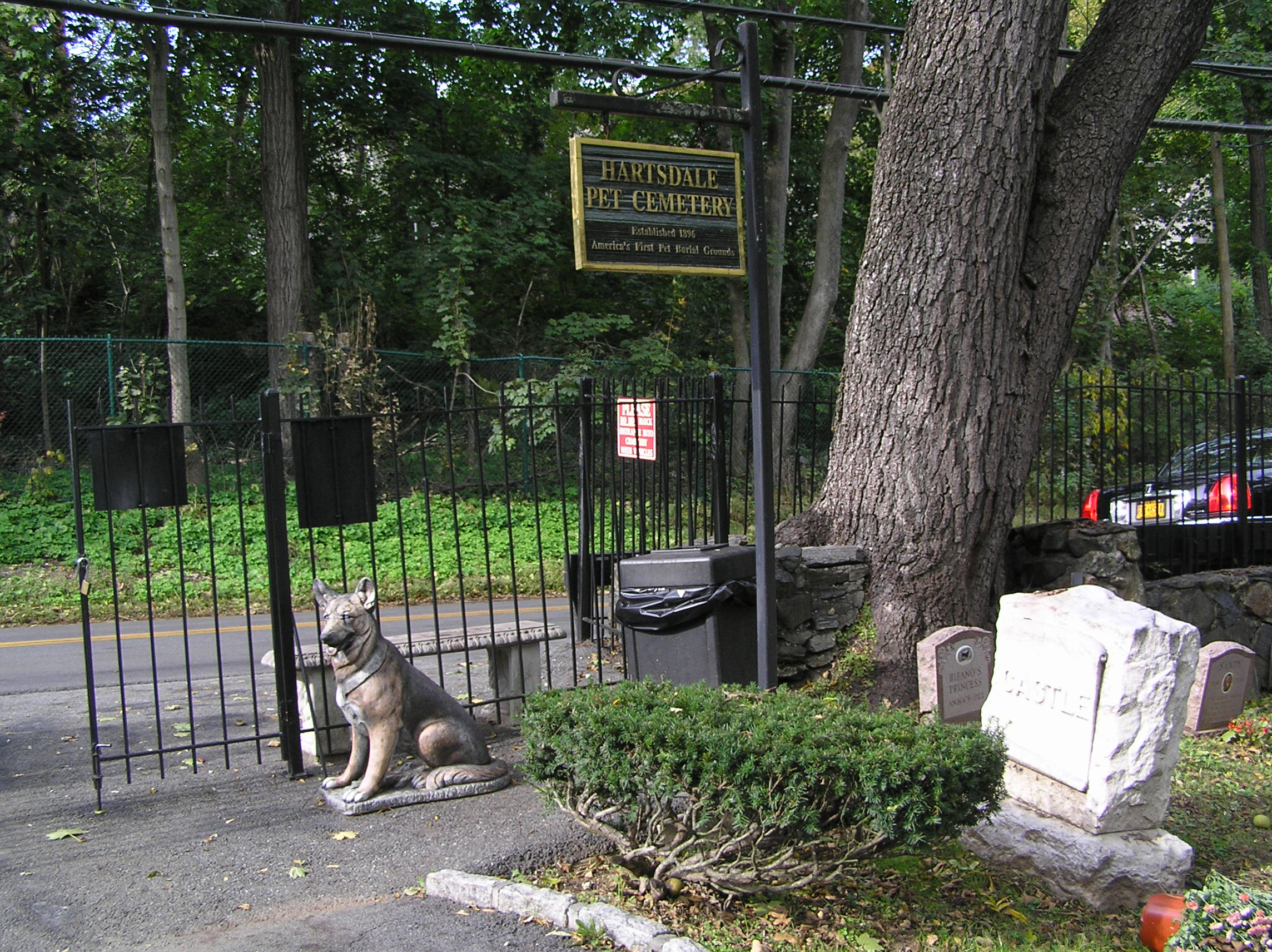
Собачье кладбище Хартсдейла

Первыми жителями Хартсдейла были уиквесгики, клан племени алгонкинов, которые населяли большую часть современного южного Нью-Йорка, от Уэстчестера и вдоль Манхэттена. Считается, что «Уиквескик» значило по-алгонкински «место чайника из коры», и этот чайник изображён на городской печати Гринберга.
После прибытия первых британских колонизаторов этот район развивался по усадебной системе, когда британское правительство дало землю голландскому торговцу и британскому лоялисту Фредерику Филипсу. Как хозяин поместья Филипс-мэнор, он сдавал свою землю в аренду фермерам, которые, как считается, по крайней мере какое-то время жили вместе со своими соседями из числа коренных американцев.
Есть свидетельства того, что Хартсдейл играл значительную роль во время войны за независимость США, некоторые из которых сохранились до наших дней. 28 октября 1776 года бои велись вдоль реки Бронкс, недалеко от нынешней железнодорожной станции Хартсдейл. Дом Оделла (на Ридж-роуд, построенный в 1732 году) служил штаб-квартирой французского генерала графа Рошамбо, и предполагается, что именно здесь граф и Джордж Вашингтон заключили союз, который в итоге привёл к битве при Йорктауне. Позже дом был назван в честь Джона Оделла, проводника Вашингтона, который купил дом в 1785 году. В 1965 году его потомки передали дом организации «Сыновья американской революции», и сегодня дом находится в плохом состоянии. Ожидается, что будут выделены средства, чтобы превратить его в музей.
После того как победили сторонники независимости, Фредерик Филипс III (третий хозяин поместья и правнук Фридриха Филипса I) бежал, его земля была конфискована и продана оставшимся фермерам-арендаторам, многие из которых были потомками семьи Харт. Пересечение Сентрал Парк-авеню и Хартсдейл-авеню было названо «Углами Харта» в честь Роберта Харта, одного из тех фермеров, которые получили землю, и в середине XIX века вся территория стала известна как Хартсдейл.
Область оставалась в значительной степени аграрной до 1865 года, когда Элеазар Харт потребовал земли для продления Нью-Йоркской и Гарлемской железной дороги на Манхэттен, заложив почву для превращения Хартсдейла в более космополитическую деревню, жители которой ездят на работу в город. В 1880—1940 годы большие участки сельхозугодий и имений делились и превращались в частные дома и квартиры в бешеном темпе. К 1960-м годам практически не осталось сельхозугодий для продажи.
В 1904 году успешный немецко-еврейский банкир Феликс М. Варбург (1871—1937) купил большие участки земли, чтобы построить своё поместье «Вудлендс» в Хартсдейле (площадью 500 акров, или 2 км²), летний дом рядом с загородным клубом, где он и его жена Фрида Шифф Варбург (1876—1958) проводили значительную часть времени. Позже имение стало важным местом в истории современного американского балета, когда 10 июня 1934 года их сын Эдвард М. М. Варбург (1908—1992) помог создать первое американское исполнение шедевра Джорджа Баланчина "Серенада ". В соответствии с благотворительными усилиями семьи Фрида Шифф Варбург, после её смерти в 1958 году, завещала оставшиеся 150 акров (0,6070284633 км2) до города Гринбург построить государственную школу. Эти 150 акров (0,6070284633 км2) в настоящее время являются домом Гринбургского центрального школьного округа (ранее называвшегося Гринбургским центральным 7 школьным округом) и Вудлендской средней школы. Главный особняк Варбурга в настоящее время служит штаб-квартирой школьного округа, но другие остатки из первоначальной усадьбы все ещё можно увидеть стоящими в окрестных лесах и на соседних улицах. Дом семьи Варбург в Нью-Йорке позже будет передан в дар Еврейскому музею в Нью-Йорке .
9 февраля 1928 года тут сделал историю, когда шотландский изобретатель Джон Логи Бэрд (1888—1946) передается первым в мире межконтинентальных коротковолновой телевизионного сигнала от передатчика (позывной 2KZ) в Coulsdon, Суррей (пригород Лондона) своему коллеге О. Г. Хатчинсону в подвале Роберта М. Харта, радиолюбителя-любителя (позывной 2CVJ) в Хартсдейле
В 1932 году Генри Жак Гайсман, изобретатель и основатель бритвенного станка Gillette, купил 136 акров (0,55037247339 км2) земли вдоль Ридж-роуд, большую часть которой он приобрел у Джорджа А. С. Христианси, сына бывшего министра США в Перу Исаака Пекхэма Христианси. В 1952 году, в возрасте 82 лет, Гайсман женился на своей медсестре Кэтрин «Китти» Вэнс Гайсман, 33 года, бывшая католическая монахиня. В 1957 году он и его жена Екатерина (госпожа Генри Дж. Гайсман) передал право собственности на землю Нью-йоркской архиепархии за 600 000 долларов, договорившись, что они могут прожить там столько, сколько пожелают. Г-н Гайсман умер в 1974 году в возрасте 104 лет, а г-жа Гайсман оставался в поместье, пока она не переехала в Коннектикут в 1995 году. В 1999 году поместье было спасено от продажи и застройки, когда город Гринбург приобрел собственность и открыл её как природный заповедник Хартс-Брук. Часть соглашения включала сохранение некоторой части имущества в качестве дома для отставных католических монахинь. Сегодня Фонд Кэтрин и Генри Дж. Гайсмана продолжает жертвовать большие суммы денег для поддержки медицинских исследований.
В жаркие выходные, посвященные Дню памяти, в 1934 году, греческий иммигрант и продавец мороженого Том Карвелас продавал мороженое из своего грузовика на дорогах в Уэстчестере, когда он сломался со спущенной шиной вдоль Центральной авеню в Хартсдейле. Мороженое быстро таяло, и он решил просто продать его вдоль центральной авеню, где сломался его грузовик. Успешно продав свои акции в этом месте, он решил купить участок земли, на котором он застрял, и в 1936 году он открыл первый в мире магазин мороженого Карвел. Магазин находился на южной стороне центрального проспекта (к югу от секции «Четыре угла» в Хартсдейле) до 5 октября 2008 года, когда магазин был закрыт и земля была продана застройщикам. Оригинальный магазин был снесен. Чтобы отпраздновать рождение мороженого Carvel в Хартсдейле, пожарная компания раздает Carvel «Летающие тарелки» с пожарной станции 1 после каждого парада в День поминовения.

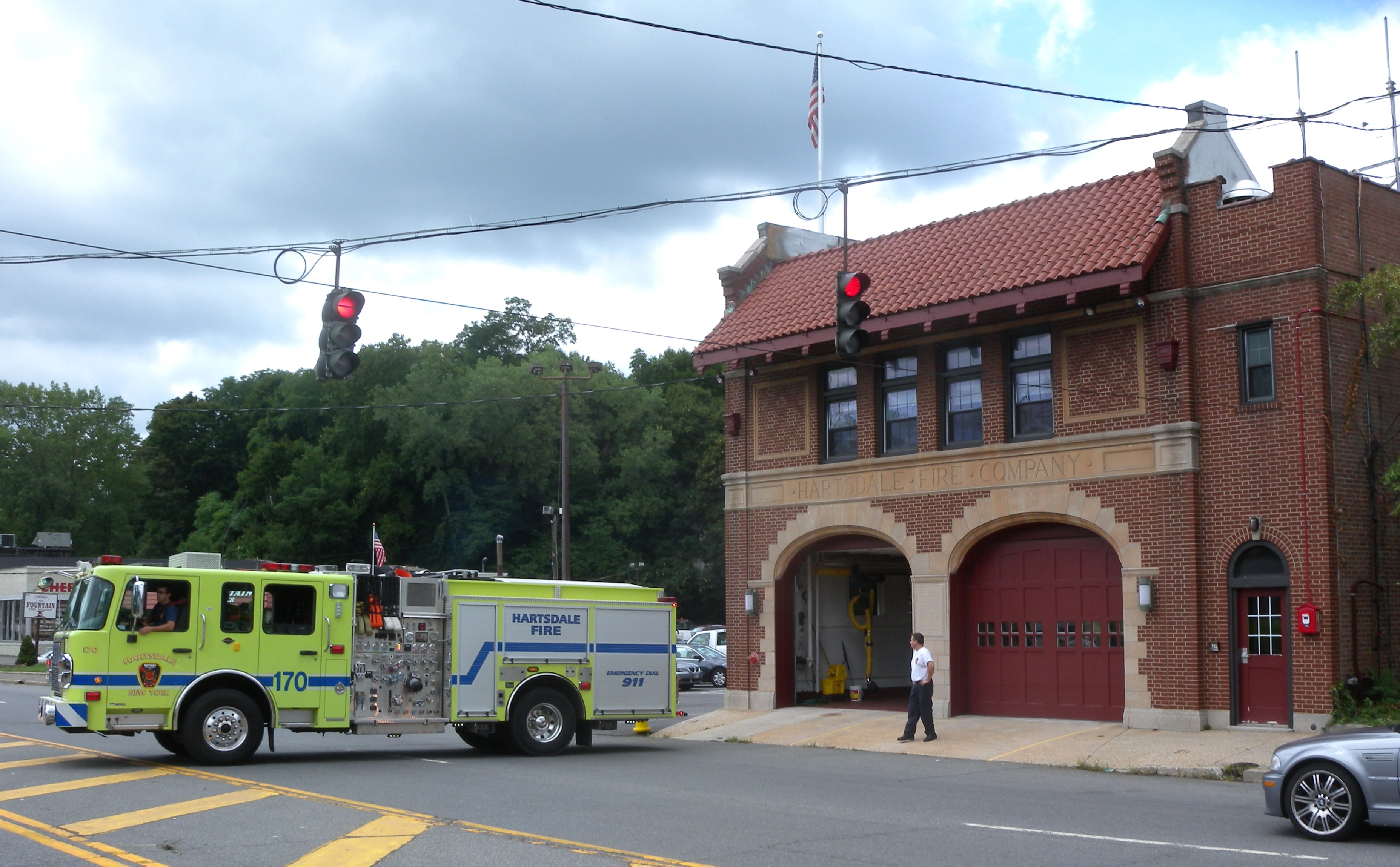
Пожарная часть Хартсдейл 1

Лидер Армии Спасения Эванджелин Кори Бут (1865—1950), родом из Лондона, жила в Хартсдейле до своей смерти 17 июля 1950 года. Композитор классической музыки Чарльз Айвс также жил и ездил из Хартсдейла в течение короткого периода. Другие влиятельные люди, которые жили в Хартсдейле, включают в себя художника / скульптора Мальвину Хоффман, американского бизнесмена Вернона Джордана, президента Национальной лиги городов Джона Эдварда Джейкоба, борца «Класси» Фредди Бласси, актёра Питера Ригерта, певца / музыканта / композитора Билли Вера, актриса Шера Данезе (жена Питера Фалька), романист и педагог Майкл Рубин, художник журнала Mad Безумный Джек Дэвис и нобелевский лауреат Луи Дж. Игнарро.
Хартсдейл — одно из немногих сообществ, непосредственно окружающих Нью-Йорк, в котором до сих пор работают две фермы, обе на Secor Road. У этого также есть несколько парков, включая Парк Секор Вудс, 170 акров (0,6879655917 км2) парк Ридж-роуд и Парк Рамбрук.
Город обычно может быть разделен на несколько областей, включая «Деревню» или центральную часть города (Ист-Хартсдейл-авеню), Мэнор-Вудс, Виндзор-парк, Угол Поэта, Ридж-роуд, Орчард-Хилл, Колледж-Корнерс или, в частности, один из нескольких кондоминиумов. За прошедшие годы город привлек много разных этнических групп, и в центре города проживает значительное японское население с японскими магазинами, ресторанами, риэлторами и даже японским супермаркетом, которые находятся в нескольких минутах ходьбы от Ист-Хартсдейл-авеню.
Кладбище Фернклифф расположено на Secor Road в Хартсдейле, известном как место захоронения многих знаменитостей, включая Алию, Малкольма X, Хэви D, Джуди Гарланд, Джерома Керна, Джоан Кроуфорд, Бэзила Рэтбоуна, Эда Салливана, Джем-Мастера Джея, Джеймса Болдуина, Мишель Фокин, Том Карвель, Оскар Хаммерстайн, Телониус Монах, Пол Робсон, Малик Сили (игрок Миннесота Тимбервулвз), сопрано Арлин Ожер и другие. Британский рокер Джон Леннон, вице-президент США Нельсон Рокфеллер и создатель Mаппетов Джим Хенсон были кремированы там. Композитор Бела Барток был первоначально похоронен в Хартсдейле, а затем перезахоронен в родной Венгрии в 1988 году. Диджей радио Alan Freed также был предан земле в Хартсдейле, пока его прах не был перенесен в Зал славы рок-н-ролла в 2002 году.
Популярный дуэт J-pop рэп / R & B Heartsdales позаимствовал свое имя у Хартсдейла, так как два участника провели здесь немало времени.
На сериале NBC Heroes исследовательский центр компании Primatech и дом уровня 5 расположены в Хартсдейле.
Железнодорожная станция Хартсдейл была включена в Национальный реестр исторических мест в 2011 году, как и дом Евангелина в Хартсдейле.

## География
Основные дороги включают в себя Нью-Йорк 100 и бульвар реки Бронкс. Для общественного транспорта в Нью-Йорк жители могут воспользоваться либо Гарлемской линией Метро-Северная железная дорога, либо автобусными маршрутами Bee-Line 1X, 3, 20, 21. Bee-Line также предоставляет локальные услуги на автобусных маршрутах 34, 38, 39, 43 и 65.
По данным Бюро переписи населения США, общая площадь общины составляет 2,3 квадратного километра (0,9 кв. миль), все земли.

## Демография
По данным переписи 2000 года насчитывалось 9 830 человек, 4 314 домашних хозяйств и 2 756 семей, проживающих в общине. Популяционная плотность была 3068.0 за квадратную милю (1186.1 / км ²). Было 4 478 единиц жилья при средней плотности 1 397,6 / кв. ми (540,3 / км²). Расовый состав сообщества был 76,14 % белых, 8,71 % афроамериканцев, 0,19 % коренных американцев, 10,17 % азиатов, 0,04 % жителей тихоокеанских островов, 2,64 % других рас и 2,10 % от двух или более рас. Латиноамериканец или латиноамериканец любой гонки были 9,55 % населения.
Существовали 4314 семей, из которых 24,3 % имели детей в возрасте до 18 лет, проживающих с ними, 53,1 % были женатыми парами, 8,6 % семей женщины проживали без мужей, а 36,1 % не имели семьи. 31,8 % всех домашних хозяйств были составлены из людей, и у 12,7 % был кто-то живущий один, кому было 65 лет или старше Средний размер домохозяйства — 2,27, а семьи — 2,86 человека.
В CDP население было распределено с 18,2 % в возрасте до 18 лет, 4,8 % с 18 до 24, 30,3 % с 25 до 44, 28,8 % с 45 до 64 и 17,9 %, которые были в возрасте 65 лет и старше. Средний возраст составлял 43 года. На каждые 100 женщин приходилось 86,2 мужчин. На каждые 100 женщин возрастом 18 лет и старше насчитывалось 81,2 мужчин.
Средний доход на семью в сообществе составил 81 824 доллара, а средний доход на семью — 100 330 долларов. Средний доход мужчин составлял 62 362 долл. Против 47 380 долл. Для женщин. Доход на душу населения для сообщества составлял 45,691. Около 1,6 % семей и 2,6 % населения находились за чертой бедности, в том числе 1,5 % из них моложе 18 лет и 4,6 % тех, кто в возрасте 65 лет и старше.

## Известные жители
- Шон Кастен, конгрессмен от демократов в 6-м округе Иллинойса, вырос в Хартсдейле и является выпускником Woodlands HS.
- Арлин Оже, сопрано
- Майк «SuperJew» Эпштейн, игрок Высшей лиги бейсбола
- Моррис Э. Ласкер, федеральный судья США
- Чарльз Уэлфорд Ливитт, ландшафтный архитектор, градостроитель и инженер-строитель
- Аллан Розенфилд, академик
- Билли Вера, композитор/автор песен/певец/продюсер/актер.
- Марк Бёрг создатель франшизы Пила